# As Eyla (district)
As Eyla este unul din cele 11 districte ale Republicii Djibouti aflat în regiunea Dikhil.